# Каретний вагон

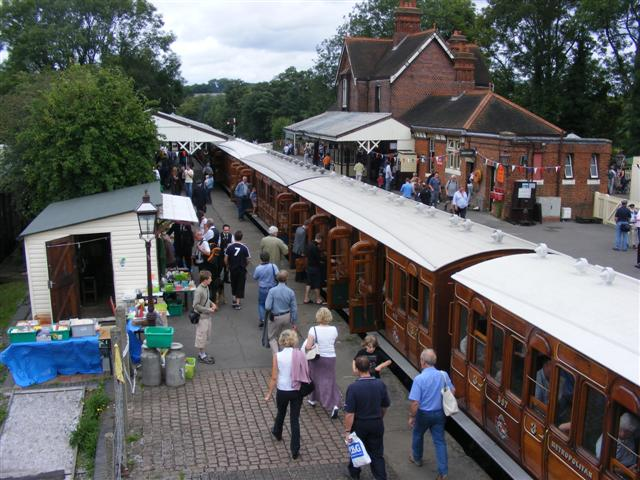
Bluebell Railway

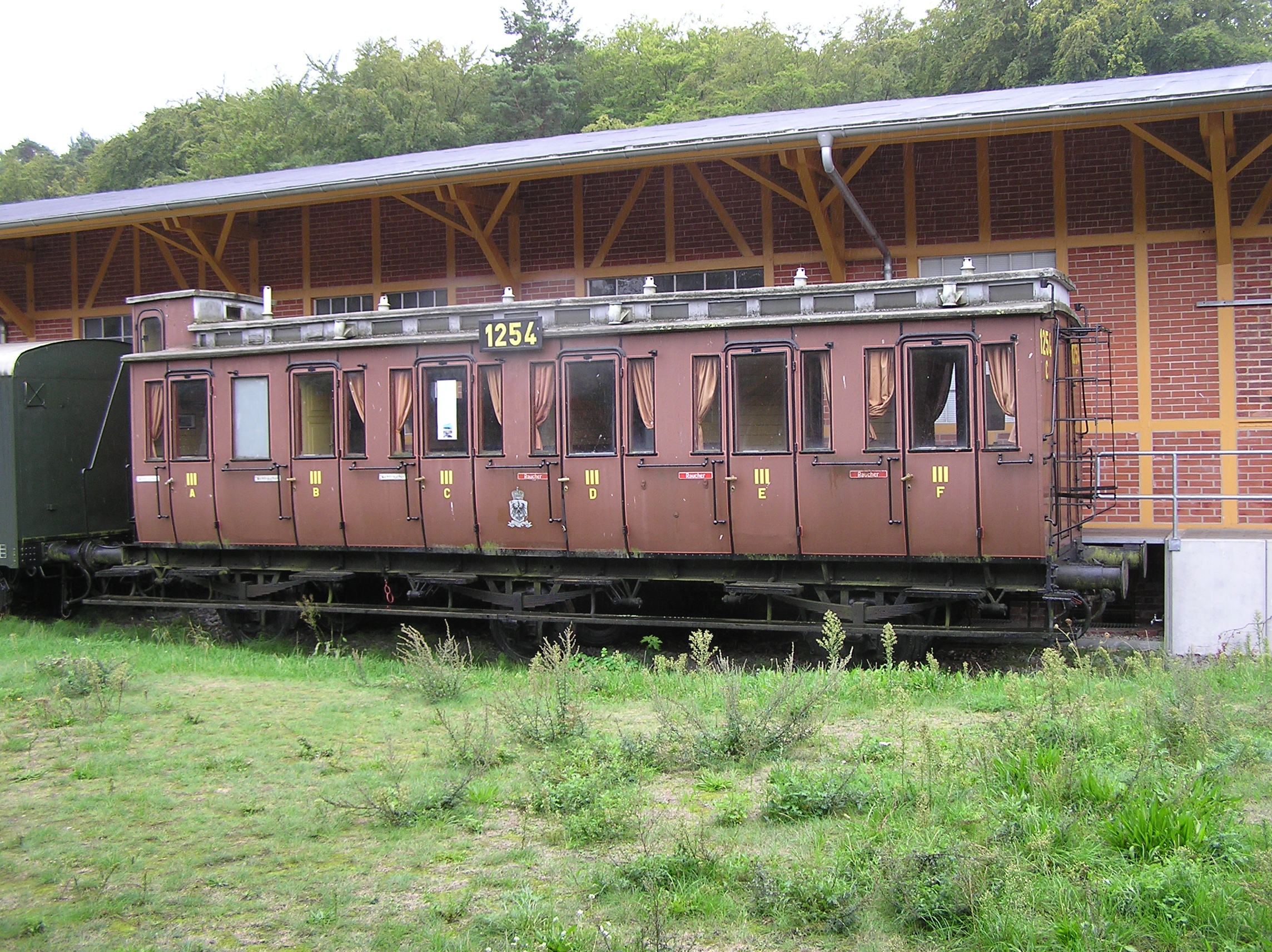
Прусський каретний вагон 3-го класу

Каретний вагон — залізничний пасажирський вагон, розділений на відсіки або купе, без можливості переходити між купе під час руху.
Каретний вагон не слід плутати з купейним вагоном, який також складається з окремих відсіків, але, на відміну від першого, з одного боку вагона має коридор, куди виходять усі купе.

## Англійське походження

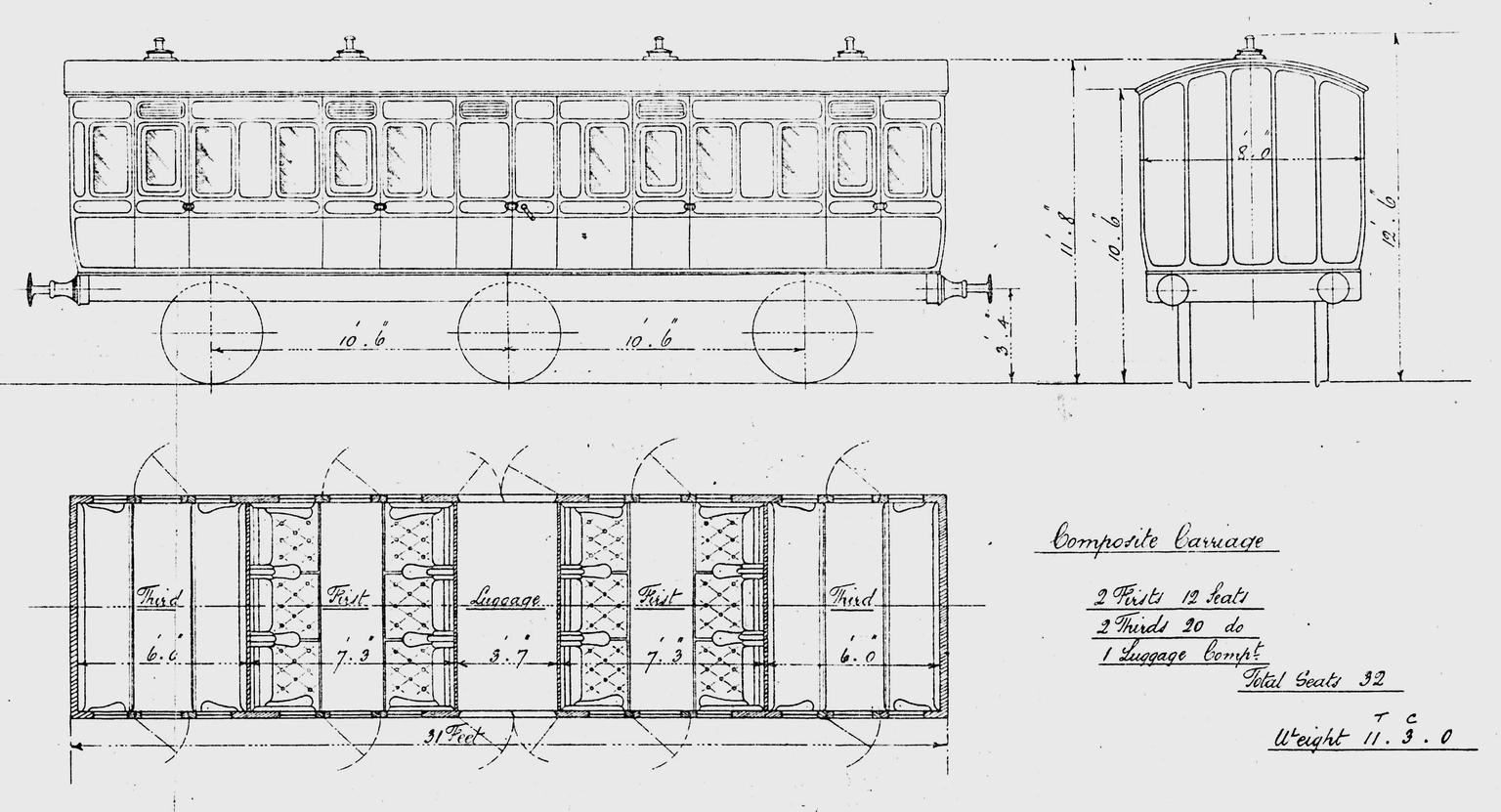

Спочатку каретні вагони являли собою пасажирські вагони з кількома окремими купе на спільній платформі. Кожне купе мало двері з обох боків вагона для посадки та висадки пасажирів. Такий тип було створено на самому початку залізничної ери у Британії просто шляхом встановлення кузова поштового диліжанса на залізничні шасі. Каретні вагони використовували майже по всій Європі, а нові вагони будували аж до 1930-х рр. У континентальній Європі такі вагони іноді називали Англійськими вагонами або вагонами, побудованими за Англійською системою.

## Ранній тип каретних вагонів

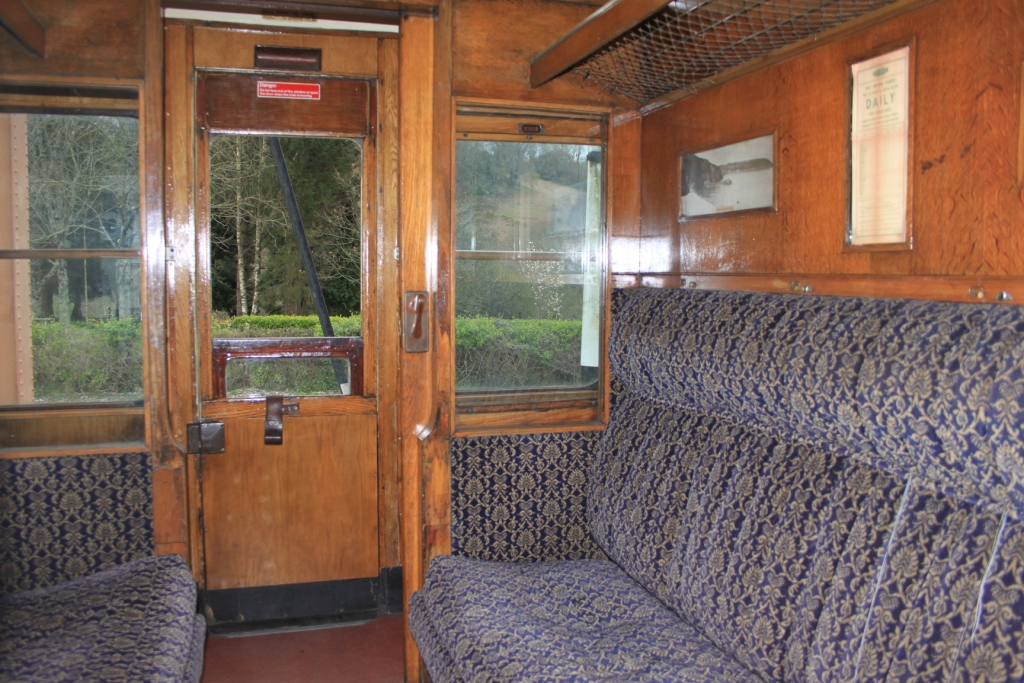
Інтер'єр купе каретного вагону

Перші каретні вагони в XIX ст. складалися з кількох купе на одному шасі, подібно до поштових диліжансів. Каретні вагони з дверима з кожного купе, без проходу між відсіками, будувалися аж до кінця XX століття. Недоліком такої конструкції було те, що пасажири не можуть користуватися туалетом або послугами вагонів-ресторанів, а кондуктор для перевірки квитків мусив пробиратися по підніжках ззовні вагонів. Багато дво-, три- та чотиривісних вагонів такого типу використовувалися в Німеччині, а особливо на державній залізниці Пруссії.

## Розвиток

### Пруссія
Приблизно до 1880 року найтиповішим видом каретних вагонів був двовісний вагон. Після закінчення хвилі націоналізації державні залізниці Пруссії близько 1895 року закупили менш шумні тривісні вагони. Для цього було створено так звані норми для дво-, трьох- та, згодом, чотиривісних типів вагонів. Для тривісних вагонів було передбачено як фіксовані, так і ковзні осі. Такі вагони, сконструйовані спеціально для приміських перевезень (Берлін, Гамбург) не мали туалетів. В інших вагонів було передбачено прохід між відсіками аби мінімізувати кількість туалетів на вагон. Для цього значну кількість вагонів було модифіковано. З кінця XIX ст. вироблялися також вагони четвертого класу.
Дво- та тривісні каретні вагони спочатку використовувалися з усіма категоріями поїздів на магістральних лініях. Із запровадженням вагонів для експрес-поїздів D-Zug у 1892 р. каретні вагони було переведено на пасажирські поїзди на магістральних лініях та на лініях з великим пасажирообігом. За таких умов стало очевидним, що задля прискорення посадки та висадки, доступ до станційних платформ на магістральних лініях можна надавати лише за наявності в пасажира дійсного квитка, а посадку оголошувати слід незадовго до відправлення. Тож завдання перевірки квитків було передано станційному персоналові. На противагу цьому на побічних лініях більш популярними були відкриті вагони, оскільки станції на таких лініях часто не мали бар'єрів, тож квитки перевіряти можна було лише в поїзді.
Починаючи з 1895 року переважно в Пруссії та Саксонії (але меншою мірою також у Бадені, Баварії та Ельзас-Лотарингії), будувалися чотиривісні каретні вагони. Їх переважно використовували в напівшвидкісних поїздах «Eilzug», запроваджених у 1907 р., а також у так званих швидких пасажирських поїздах. Від 1898 року кількома партіями було побудовано 3 500 вагонів. Іноді для доступу до туалету купе в таких вагонах були з'єднані. Вагони третього класу на той час не мали туалетів.
Початково вікна у каретних вагонах, як і самі корпуси вагонів, виготовляли з дерева, яке дуже швидко деформувалося. Після 1900 року їх почали виробляти з латунного сплаву на основі патенту фірми Юліус Пінч АҐ (Julius Pintsch AG). Верхня частина віконної рами в таких вагонах була скругленою.
Починаючи з 1910 року парафінові світильники було замінено на більш ефективні гасові. Після 1900 року, через зростання цін на деревину, під час виробництва корпусу довелося застосовувати сталь, а під час Першої світової війни — на дешевші матеріали.
Вагони державної залізниці Пруссії були обладнані стандартними візками з двох-, а згодом з трипружиними системами. Більшість вагонів мали довжину 18,55 м. Початково використовувалися гальма Вестінггауз (Westinghouse), але після 1900 року вагони було переобладнано на стандартні гальма Кнорр (Knorr). Ручні гальма розташовувалися в окремій кабіні в кінці кожного вагону. У 1930 роках їх було демонтовано.
З 21 000 каретних вагонів всіх типів, що були побудовані, 14 000 після Першої світової війни було передано до інших країн як репарації. Серед них 5 000 передано Польщі.

#### Чотиривісні вагони
| Прусська класифікація | Шаблон DRG  | Початок виробництва | Кількість вагонів | Кількість місць | Кількість туалетів | Довжина з буферами | Примітки |
| --------------------- | ----------- | ------------------- | ----------------- | --------------- | ------------------ | ------------------ | -------- |
| ABB                   | B4 Pr 95    | 1895                | 350               | 10/31           | 3                  | 18,15 м            |          |
| ABCC                  | BC4 Pr 98   | 1898                | 200               | 5/21/32         | 4                  | 18,20 м            |          |
| CC                    | C4 Pr 94    | 1895                | 350               | 80              | 3                  | 17,88 м            |          |
| ABB                   | B4 Pr 02    | 1902                | 200               | 10/31           | 3                  |                    |          |
| ABCC                  | BC4 Pr 98a  | 1898                | 200               | 50/31/32        | 4                  |                    |          |
| CC                    | C4 Pr 02    | 1902                | 300               | 76              | 5                  |                    |          |
| ABB                   | B4 Pr 04    | 1904                | 350               | 10/31           | 3                  |                    |          |
| ABCC                  | BC Pr 04    | 1904                | 250               | 5/21/32         | 4                  |                    |          |
| BCC                   | BC Pr 05    | 1905                | 100               | 20/48           | 5                  |                    |          |
| CC                    | C4 Pr 04    | 1904                | 450               | 76              | 5                  |                    |          |
| CC                    | C Pr 12/12a | 1911                | 650               | 76              | 4                  | 18,62 м            |          |
| BB                    | B4 Pr 18    | 1918                | 40                | 47              | 3                  | 19,20 м            |          |
| CC                    | C4 Pr 18    | 1918                | 86                | 76              | 4                  |                    |          |

Якщо не зазначено, довжина з буферами (LüP) складає 18,55 м.

### Німеччина
Починаючи з 1920-х років у новоствореній імперській залізниці Німеччині, або Deutsche Reichsbahn, було вжито заходів щодо оптимізації обслуговування вагонів. Одним із таких заходів був демонтаж центральної осі на більшості тривісних каретних вагонів, оскільки виявилося що її наявність не впливає на якість їзди. На додачу було замовлено ще 500 двовісних вагонів (50 вагонів другого і 450 вагонів третього класу) пруської конструкції аби перекрити нестачу вагонів, що сталася через репарації 1918/19 рр. На додачу, через сильну нестачу рухомого складу, багато колишніх прусських вагонів було передано підрозділам німецької залізниці на півдні країни, тож їх тепер можна було побачити по всій Німецькій імперії.
У середині 1920-х рр. у вагонах, що працювали на електрифікованих маршрутах, було демонтовано кабіну оператора гальм. Після скасування у 1928 р. четвертого класу пасажирських вагонів багато каретних вагонів було перетворено на вагони зі збільшеним багажним відсіком (Traglastenwagen), де багажна місткість збільшувалася шляхом з'єднання кількох купе. Після того як DRG запровадила нові чотиридверні вагони Typs E 30 Eilzugwagen (напівшвидкісні вагони) у 1930 р., все одно більше вагонів містили купе, розташовані в більшому відсіку, які класифікували як відсіки для габаритного багажу (Traglastenabteil).
Кілька каретних вагонів такого типу використовувалися на експрес-маршрутах вздовж Руру (Ruhrschnellverkehr). Такі вагони фарбували в характерну для DRG червоно-бежеву ліврею, якою користувалися на поїздах, які працюють по системі множинних одиниць. Віконні секції вагонів другого класу були пофарбовані у синьо-зелений колір (RAL 6004) як на берлінській міській електричці. Для цього навіть було закуплено 18 нових каретних вагонів.
У 1950-ті рр. більшість каретних вагонів було перебудовано на Umbauwagen (перебудовані вагони) підприємством Deutsche Bundesbahn (DB). У каретних вагонів, що залишалися у східнонімецькій державній залізниці (DR) кілька купе було об'єднано, як у тривісних вагонів, а кожні другі двері було демонтовано. У 1960-ті роки каретні вагони було перетворено на так звані Rekowagen (реконструйовані вагони).

## Післявоєнний період
Після Другої світової війни каретні вагони майже вийшли з ужитку в Німеччині, а також в інших країнах Європи, і були замінені на купейні або, особливо зараз, відкриті вагони.